# Гуго Блашке
Гуго Блашке (нім. Hugo Blaschke; 14 листопада 1881, Нойштадт — 6 грудня 1959, Нюрнберг) — німецький медик, доктор стоматології, професор. Один з керівників медичної служби СС, бригадефюрер СС і генерал-майор військ СС. Особистий стоматолог Адольфа Гітлера (1933—1945).

## Біографії
У 1907-11 роках вивчав стоматологію в Філадельфії і Лондоні. У 1911 році відкрив стоматологічну практику в Берліні. 18 серпня 1914 року призваний на службу в 18-й польовий артилерійський полк, з 1915 — військовий лікар. У 1919-45 мав власну стоматологічну практику в Берліні на Курфюрстендамм. У 1930 році встановив контакти з Германом Герінгом. 1 лютого 1931 року вступив в НСДАП (квиток № 452 082), в жовтні того ж року — в СА. 2 травня 1935 перейшов з СА у СС (посвідчення № 256 882). 1 квітня 1936 року очолив 4-й головний відділ (стоматологічна служба) в штабі імперського лікаря СС і поліції. З 31 серпня 1943 року обіймав посаду вищого лікаря стоматологічної служби при імперському лікаря СС і поліції. У веденні Блашке були, серед іншого, стоматологічні служби концентраційних таборів, які крім своїх прямих обов'язків займалися збором з трупів в'язнів золотих коронок і зубних протезів. У травні 1945  року заарештований американською військовою поліцією. 7 грудня 1948 року звільнений. У повоєнні роки володів власною стоматологічної практикою в Нюрнберзі.

## Звання[7]
- Шарфюрер СА (жовтень 1931)
- Штурмбаннфюрер СА (9 вересня 1932)
- Штурмбаннфюрер СС (2 травня 1935)
- Оберштурмбаннфюрер СС (квітень 1937)
- Штандартенфюрер СС (20 квітня 1939)
- Оберфюрер СС (20 квітня 1944)
- Бригадефюрер СС і генерал-майор військ СС (1 жовтня 1944)

## Нагороди[7]
- Почесний хрест ветерана війни з мечами
- Кільце «Мертва голова»
- Почесна шпага рейхсфюрера СС
- Золотий почесний знак Гітлер'югенду з дубовим листям[8]
- Хрест Воєнних заслуг 2-го і 1-го класу з мечами